# Latina Davis
Latina Denise Davis (Winchester, 8 ottobre 1974) è un'ex cestista statunitense, professionista nella ABL.

## Carriera
È stata selezionata dalle Indiana Fever al quarto giro del Draft WNBA 2000 (50ª scelta assoluta).
Con gli Stati Uniti ha disputato le Universiadi di Fukuoka 1995.

## Palmarès
- Campionessa NCAA (1996)
- Campionessa ABL (1998)